# Seznam gojencev Papeškega slovenskega zavoda v Rimu
Seznam gojencev Papeškega slovenskega zavoda v Rimu.

## Seznam
- Franček Prijatelj LJ 1961 – 1966 dogmatika
- Bogdan Makovec MB 1961–1967 sociologija
- Franc Bergant LJ 1962–1966 sveto pismo
- Štefan Steiner MB 1963–1966, moralka
- Rafko Valenčič KP 1965–1968 moralka,
- Jože Markuža GO 1965–1972 vzhodno bogoslovje
- dr. France Rozman LJ 1965–1967 spec. Bibl. institut
- Ivan Rebernik 1965–1966 filozofija
- France Oražem LJ 1967–1969 duhovnost
- Vinko Kraljič MB 1967–1970 musica sacra
- Jošt Martelanc LJ 1967–1970 dogmatika
- Edo Škulj LJ 1966–1973 teologija, musica sacra
- France Dolinar LJ 1968–1971 ostal v Tevtoniku
- France Gorjup LJ 1968–1976 pravo
- Bojan Ravbar KP 1968–1972 moralka
- Aleksander Rajšp MB 1967–1968 juridično, sicer Germanik
- Jože Lebar MB 1968–1970 juridično, sicer Germanik
- Drago Klemenčič KP 1969–1971 teologija in časnikarstvo
- Franz Pototschnig, koroški Slovenec 1969–1970, dunajska škofija, zbiral v vatikanskih arhivih material za svojo škofijo
- Oskar Simčič GO 1972–1974 duhovnost
- Marijan Peklaj LJ 1972–1976 biblikum
- Karel Bedernjak MB 1972–1974 moralka
- Matija Babnik LJ 1972–1977 moralka
- Renato Podbersič KP 1973–1976 sociologija
- Janez Ambrožič LJ 1974–1981 teologija
- Lojze Uran LJ 1974–1978 katehetika
- Vinko Potočnik MB 1974–1980 sociologija
- s. Božidara Goličnik 1974–1977 Marijina sestra, teologija
- Marija Sraka 1974–1977 pri sestrah
- Ivan Rojnik MB 1975–1978 katehetika
- Pavel Bratina KP 1975 le en mesec
- Jože Krašovec MB 1970–1971 ni stanoval v zavodu
- Metod Pirih KP 1976–1976 duhovnost
- Jurij Bizjak KP 1976–1983 biblikum
- Jožko Pirc KP 1976–1982 ekleziologija
- Tone Gradišek LJ 1976–1981 dogmatika
- Janez Gril LJ 1976–1983 sociologija
- Pavel Olip Celovec 1976–1977
- Alojz Pirnat MB 1976–1982 duhovnost
- Lojze Milharčič KP 1977–1981 obojno pravo
- Ignac Potočnik LJ 1978–1983 liturgika
- Tone Potočnik, laik 1978–1984 musica sacra
- Alojz Snoj LJ 1979–1986 obojno pravo
- Francis Gaber ZDA 1978–1980
- Avguštin Lah MB 1980–1986 dogmatika
- Franc Mikuž LJ 1980–1981 misiologija
- Boris Zakrajšek LJ 1979–1980 teologija
- Cvetko Valič KP 1981–1985 sociologija
- Anton Štrukelj LJ 1981–1984 vzhodno bogoslovje
- Bogdan Dolenc LJ 1981–1982 pastoralka
- Anton Mlinar LJ 1982–1988 moralka
- Ivan Štuhec MB 1982–1988 moralka
- Miroslav Gogala Argentina 1983 le en mesec
- Andrej Sedej KP 1983–1990 pastoralka
- Borut Košir LJ 1984–1988 obojno pravo
- Janez Smrekar LJ 1984–1988 musica sacra
- Silvo Novak LJ 1984 odšel po mesecu dni
- Franci Mihelčič LJ 1987–1990 misiologija
- Ivan Likar KP 1987–1992 liturgika
- Stane Slatinek MB 1987–1992 pravo
- Milan Kadunc OFM 1989–1990 misiologija
- Ciril Sorč KP 1988–1989 dogmatika spec.
- Stanislav Matičič LJ 1989–1993 dogmatika
- Marijan Potočnik MB 1990–1998 musica sacra
- Jože Štupnikar LJ 1990–1997 zdravstvena past.
- Marijan Turnšek MB 1990–1991 dogmatika
- Andrej Pirš LJ 1991–1992 beatif. proces
- Lucijan Potočnik LJ 1992–1997 pravo
- Jožko Benedetič KP 1992–1993 sobotno leto
- Primož Krečič KP 1992–1994 teologija
- Slavko Pučko MB 1993–1996 dogmatika
- Pavel Pibernik LJ 1994–1999 arheol. sacra
- Božo Rustja KP 1994–1997 časnikarstvo
- Roman Starc LJ 1996–2000 duhovnost
- Matjaž Ambrožič LJ 1997–2001 cerkv. zgodovina
- Franc Zore MB 1997–2000 mlad. pastorala
- Stanislav Rebec KP 1997–2000 mlad. pastorala
- Srečko Hren MB 1998–2002 osnovno bogoslovje
- Srečko Bajc KP 1998–2002 kult. dediščina
- dr. Ivan Merlak LJ 1998–1999 proces beatifikacije
- Igor Luzar LJ 1999–2006 dogmatika
- Bogdan Vidmar KP 1999–2003 pedagogika
- Robert Ušaj KP 2001–2003 duhovnost
- Stanislav Žlof MB 1999–2001 teologija
- Milan Knep LJ 2001 en semester
- Ivan Likar KP 2003–2005 pastoralka